# Capnia hamifera
Capnia hamifera är en bäcksländeart som beskrevs av Zhiltzova 1969. Capnia hamifera ingår i släktet Capnia och familjen småbäcksländor. Inga underarter finns listade i Catalogue of Life.